# Vishnu Sarma
Vishnu Sarma é o lendário autor octogenário brâmane do tratado político sânscrito chamado Panchatantra, uma dos mais antigas coleções de fábulas do mundo. Somente o prelúdio a esta obra indiana antiga identificá-o como seu autor. Porque não há nenhuma outra evidência independente sobre ele, "é impossível dizer se ele era o autor histórico... ou se é uma invenção literária.